# Palais de la culture Moufdi Zakaria
Le palais de la culture Moufdi Zakaria, est un palais d'expositions et de conférences inauguré en 1984. Il abrite aussi le ministère algérien de la culture. Situé sur le plateau des El Annasser dans la commune de Kouba, à l'est du ministère des Affaires étrangères, à l'ouest de la croix au nord de la Cité Diar El Afia, et au sud de l'hôpital Drid Hocine. Le site donne une vue sur la ville d'Alger. Le palais est baptisé au nom de Moufdi Zakaria, le poète algérien, auteur de l'hymne algérien Kassaman.

## Historique
Le palais a été inauguré le 1er novembre 1984 par le président Chadli Bendjedid et le ministre de la culture Abdelmadjid Meziane. Ce dernier, homme d'une grande culture connu et reconnu comme l'un des plus grands penseurs musulmans du XXe siècle, a veillé lors la construction du palais de la culture, à tous les détails architecturaux afin d'en faire un monument historique reflétant toute la beauté et la sobriété de l'art islamique

## Présentation

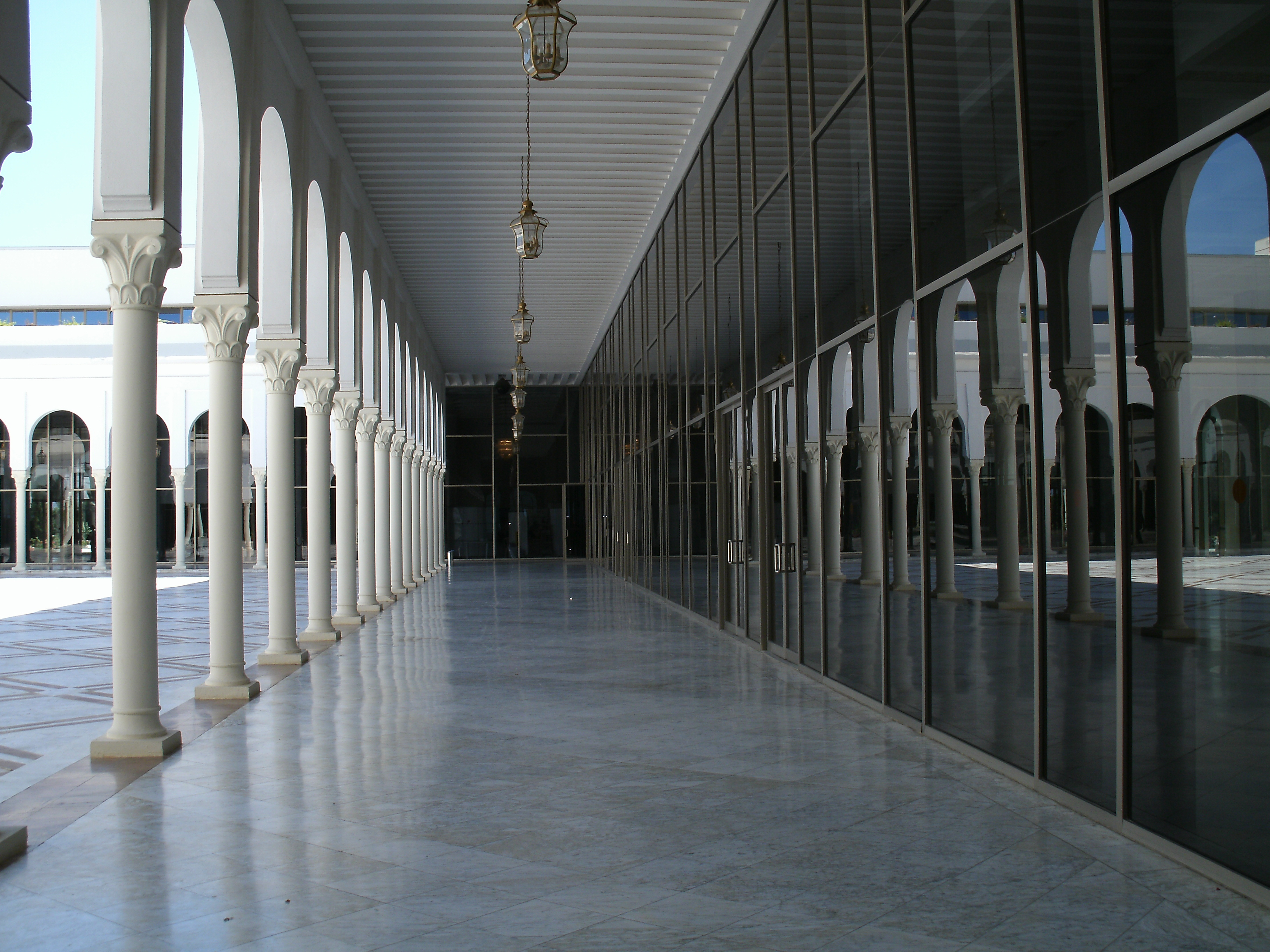
Intérieur du palais de la culture Moufdi Zakaria

Le palais est composé de :
- Grand parking
- Jardin

## Accès

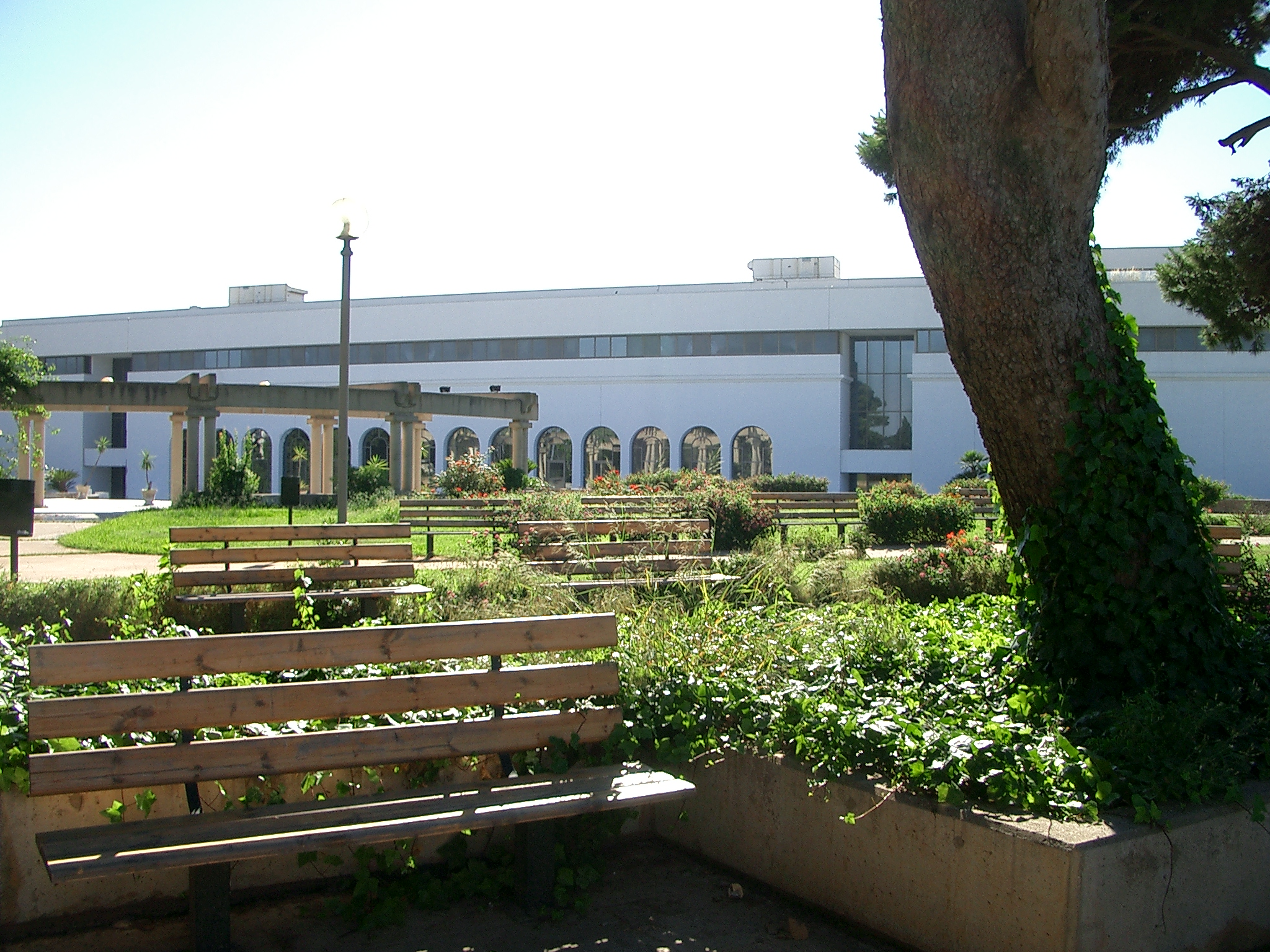
Jardin du palais de la culture

Le palais est accessible grâce aux stations de bus des El Annasser et par le téléphérique du Palais de la Culture depuis Oued Kniss (Kouba).